# Фёдорова, Татьяна Николаевна (самбистка)
Татьяна Николаевна Фёдорова (род. 21 июня 1967, Манкинерь, Кировская область) — советская и российская самбистка и дзюдоистка, бронзовый призёр чемпионата Европы по самбо, 4-кратная чемпионка мира по самбо, мастер спорта России по дзюдо, Заслуженный мастер спорта России по самбо (1 июля 1993). Судья республиканской категории по борьбе самбо. Оперуполномоченный отдела специального назначения «АЛМАЗ» УФСИН России по Кировской области, капитан внутренней службы.

## Биография
В семье было двое детей: Татьяна и её старший брат. Мать не смогла прокормить своих детей и дочь в три года оказалась в детском доме. Несколько раз её переводили из одного детского дома в другой. Окончила СГПТУ-32 в Кирове и, получив профессию тростильщицы, пошла работать на ткацкую фабрику. В 17 лет увлеклась дзюдо. Её первым тренером стал мастер спорта СССР, призёр чемпионата РСФСР Леонид Григорьевич Грухин.
Через полгода перешла к тренеру Андрею Викторовичу Мошанову. Тренер помог ей устроиться на работу и найти жильё. В 1995 году окончила Вятский государственный гуманитарный университет.
С 2003 года работает в отделе специального назначения. Через год работы перешла в кинологическую службу по розыску наркотиков. Член женской футбольной команды в составе которой выигрывала кубок Поволжья среди женских команд в 2008 и 2010 году. Участвовала в боевых действиях в Чечне. Чемпионка России по дзюдо среди ветеранов. Бронзовый призёр чемпионата мира по дзюдо среди ветеранов.

## Награды
В 1990 году стала лауреатом областной премии имени С. М. Кирова за успешные выступления на соревнованиях. В 1991 году была занесена в Книгу Почёта комитета по физической культуре и спорту Кировской области. Награждалась почётными грамотами Кировской городской Думы. Неоднократно поощрялась руководством УФСИН России по Кировской области.